# Impaled Nazarene
Impaled Nazarene est un groupe de black metal finlandais, originaire d'Oulu. Il démarre initialement dans le black metal accompagné d'éléments issus du grindcore, puis par la suite, plus poussé vers le punk hardcore. Le groupe est actuellement signé au label français Osmose Productions.

## Biographie
Le groupe est formé en novembre 1990 par les membres Mika Luttinen, Kimmo Luttinen, Mika Pääkkö, Ari Holappa, et Antti Pihkala. Il démarre initialement dans le black metal accompagné d'éléments issus du grindcore, puis par la suite, plus poussé vers le punk hardcore. Le groupe se popularise dans la scène avec leur démo Tol Cormpt Norz Norz Norz, qui atteindra les classements finlandais.
Le 16 mars 2003, le guitariste Teemu Raimoranta meurt lors d'une chute depuis un pont, un incident lié à l'alcool.
Leur neuvième album, Pro Patria Finlandia, est publié en 2006, et importé avec succès au Japon. Impaled Nazarene tourne avec des groupes comme Cannibal Corpse, Mayhem et Dark Tranquility, traversant quatre continents et une trentaine de pays. L'organisation française AGRIF fait interdire le concert du groupe prévu au festival Metal Therapy Festival de 2006. Luttinen annonce par la suite une tournée européenne du groupe,, avant la sortie de l'album Manifest l'année suivante, en 2007. Le titre de ce nouvel album est révélé courant janvier 2007. Cette même année, le groupe annonce le bannissement de leur album Nihil du marché allemand.
En avril 2009, ils participent au festival Black Curse Over Hellsinki aux côtés du groupe tchèque Root. En 2010 est annoncé leur onzième album pour le 20 novembre. Il s'intitule Road to the Octagon et est publié chez Osmose Productions et Socadisc.
Le groupe annonce leur quatorzième album studio au début de 2014. En avril 2014, leur nouvel album intitulé Vigorous and Liberating Death est publié, toujours chez Osmose Productions.
Le 28 mai 2021, le groupe sort son nouvel album intitulé Eight Headed Serpent, toujours chez Osmose Productions. Le site blabbermouth lui attribue la note de 8/10 et il obtient une moyenne de 7,26/10 sur metalstorm.

## Style musical
Très provocateur et avec des textes souvent satanistes, mais aussi parfois relativement décalés, le groupe se caractérise par une musique très violente : moins mélodique que la plupart des groupes de black metal, mais plus structurée et avec une voix plus aiguë que la majorité des groupes de death metal. Il incorpore des éléments de grindcore et de punk rock. Le groupe caractérise leur musique comme du « nuclear metal ». La pochette de leur album intitulé Ugra-Karma est censurée à la suite d'un procès intenté par la secte Hare Krishna, l'album est réédité en 1998 avec une nouvelle pochette. Les thèmes du groupe incluent satanisme, guerre nucléaire, sexe, violence, politiques, patriotisme finlandais, et la mort.
Le groupe traite à l'origine de thèmes typique au black metal sur l'album Ugra-Karma incluant « un charabia sur la mythologie hindoue, sur l'Enfer, et toutes sortes de perversions chantées en anglais, en allemand, en finnois et même en sanscrit. » L'album est critiqué pour sa chanson Gott ist tot.

## Membres

### Membres actuels
- Mika Luttinen - chant (depuis 1990)
- Reima Kellokoski - batterie (depuis 1995)
- Mikael Arnkil - basse (depuis 2000)
- Tomi « UG » Ullgren - guitare solo (depuis 2007), guitare rythmique (depuis 2010)

### Anciens membres
- Kimmo « Sir » Luttinen – batterie (1990–1995)
- Antti Pihkala - basse (1990-1991)
- Ari Holappa – guitare rythmique (1990–1992)
- Mika Pääkkö – guitare solo (1990–1992)
- Harri Halonen – basse (1991–1992)
- Jarno Anttila – guitare rythmique (1992–2010), guitare solo (1992-1998, 2000)
- Taneli Jarva – basse (1992–1996)
- Jani Lehtosaari – basse (1996–2000)
- Alexi Laiho – guitare solo (1998–2000)
- Teemu Raimoranta – guitare solo (2000–2003)
- Tuomo « Tuomio » Louhio – guitare solo (2003–2007)

## Discographie

### Albums studio
- 1992 : Tol Cormpt Norz Norz Norz
- 1993 : Ugra-Karma
- 1994 : Suomi Finland Perkele
- 1996 : Latex Cult
- 1998 : Rapture
- 2000 : Nihil
- 2001 : Absence of War Does Not Mean Peace
- 2003 : All That You Fear
- 2006 : Pro Patria Finlandia
- 2007 : Manifest
- 2010 : Road to the Octagon
- 2014 : Vigorous and Liberating Death
- 2021 : Eight Headed Serpent

### Album live
- 2005 : Death Comes In 26 Carefully Selected Pieces

### Compilation
- 2000 : Decade of Decadence

### Split
- 2000 : Impaled Nazarene/Driller Killer

### EPs
- 1991 : Goat Perversion
- 2010 : Enlightenment Process
- 2013 : Die In Holland

### Démos
- 1991 : Shemhamforash
- 1992 : Taog Eht Fo Htao Eht
- 1992 : Tol Cormpt Norz Norz Norz...

### Singles
- 1992 : Sadogoat
- 1993 : Satanic Masowhore
- 1995 : Motörpenis

### DVDs
- 1990–2012